# Live au Zénith de Caen
Albums de  Bijou svp
Redescends sur Terre
(2006) Autopsy
(2009)
Live au Zénith de Caen est un album live du groupe Bijou svp.

## Titres
1. Troisième guerre mondiale
2. Garçon facile
3. Les rockeurs de Droite
4. Le refrain ça fait
5. Les cavaliers du ciel
6. Si tu dois partir
7. Redescends sur Terre
8. T'as pas sonné à la bonne adresse
9. Sur mon satellite
10. Psychotic rock
11. Les papillons noirs (Serge Gainsbourg)
12. (Je connais) Ton numéro de téléphone
13. Rock à la radio
14. Machine arrière (inédit studio)
15. Où sont tes rêves (inédit studio)